# Kochaniec
Kochaniec – przysiółek wsi Zakrzów w Polsce, położony w województwie opolskim, w powiecie kędzierzyńsko-kozielskim, w gminie Polska Cerekiew.
W latach 1975–1998 przysiółek administracyjnie należał do ówczesnego województwa opolskiego.